# Палеопропітеки
Палеопропіте́ки (лат. Palaeopropithecus) — вимерлий рід субфосильних лемурів, що мешкали на Мадагаскарі в період з плейстоцену до історичного часу. Відомо три види:
- † Palaeopropithecus ingens (Grandidier, 1899)
- † Palaeopropithecus maximus (Standing, 1903)
- † Palaeopropithecus kelyus (Gommery та ін., 2009).

## Зовнішній вигляд

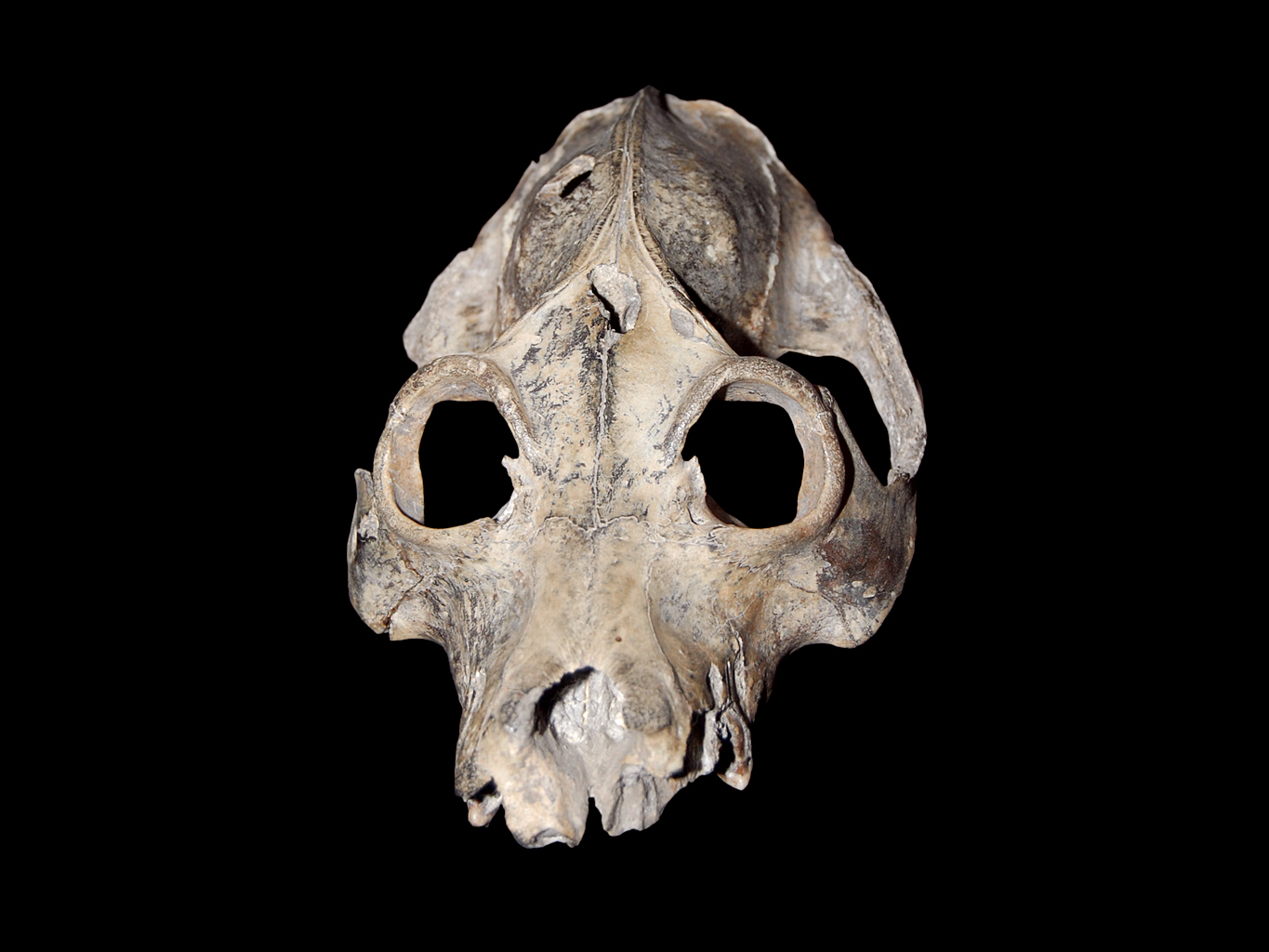
Череп Palaeopropithecus maximus (вид спереді)

Палеопропітеки були великими приматами, на що вказує латинська назва вже першого відкритого виду – Palaeopropithecus ingens (палеопропітек колосальний). Представники роду важили від 40 до 55 кг (за іншими джерелами, до 60 кг). Навіть Palaeopropithecus kelyus, найменший із трьох видів, важив близько 35 кілограмів, тоді як найбільші із сучасних лемурів важать у межах десяти кілограмів.
Палеопропітеків відрізняв масивний череп довжиною 19–21 сантиметр з нижньощелепним симфізом, помірно розвиненим сагітальним гребенем і виступаючими вперед кістками лицьового відділу. У нижній щелепі були відсутні ікла, загальна будова схожа на зубний апарат сіфаки. Виступаючі носові кістки припускають наявність більш довгого носа, ніж у сучасних видів. Як і в інших представників родини палеопропітекових, у палеопропітеків передні кінцівки були довшими за задні, що відрізняє їх від близьких родичів — сучасних індрієвих; співвідношення довжини передніх та задніх кінцівок було навіть більше, ніж у гібонових та орангутангів. Вигнуті довгі руки палеопропітека дозволяли їм міцно зачіплятися за гілки під час пересування та координувати рухи. Пальці як передніх, так і задніх кінцівок характеризуються дуже довгими і викривленими фалангами, великі пальці, навпаки, укорочені; суглоби гнучкі та рухливі.

## Спосіб життя
З усіх лемурових палеопропітеки були найбільш пристосовані до деревного способу життя. Очевидно, вони практично не спускалися на землю, перебираючись з гілки на гілку, використовуючи всі чотири лапи, і подовгу висячи на місці вниз головою, подібно до сучасних лінивців. Посилаючись на морфологію кінцівок, палеопропітеки, ймовірно, мали не дуже активну поведінку. 
Palaeopropithecus ingens рано стикалися з відлученням від грудей і рано втрачали молочні зуби. Більше ніж за місяць вони вже навчалися і могли добувати їжу, що є набагато раніше, ніж у інших видів лемурів. Дієта палеопропітеків була суто рослинною і в основному складалася з листя та фруктів, хоча щелепний апарат Palaeopropithecus kelyus вказує на те, що він міг пережовувати жорсткішу їжу, ніж два інших види, включаючи зерна, насіння та горіхи.

## Ареал та поширення
Географія палеонтологічних знахідок решток палеопропітеків широка (у масштабах Мадагаскару), при цьому передбачувані ареали трьох видів не перетинаються. Очевидно, Palaeopropithecus ingens населяв південний заход острова, а Palaeopropithecus kelyus — північний захід, тоді як єдине родовище, де виявлено залишки третього виду, Palaeopropithecus maximus, розташоване в центральній частині Мадагаскару.

## Вимирання

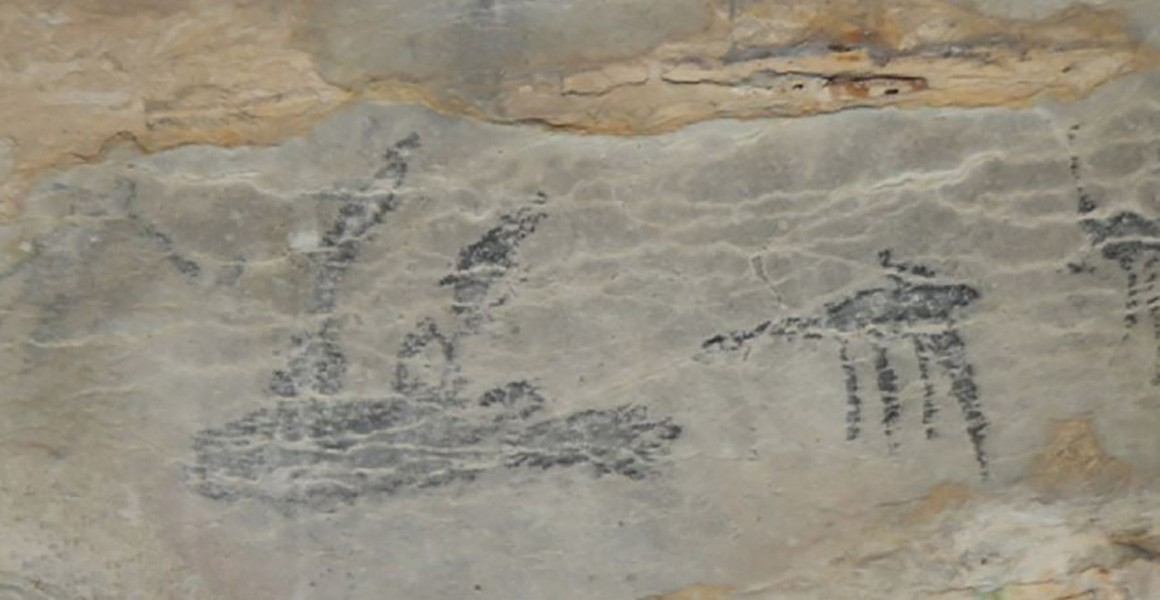
Печерний малюнок сцени полювання із зображенням людини (крайня ліворуч) на палеопропітека (в центрі зліва) разом із двома мисливськими собаками (праворуч)

Палеопропітеки мешкали на Мадагаскарі ще до моменту появи там людини (найпізніші останки, згідно з радіовуглецевим датуванням, відносяться до XIV–XV століття нашої ери). На заході Мадагаскару, в заповіднику Беанка, були виявлені субфосильні кісткові залишки палеопропітеків віком від 1000 до 3000 років зі слідами обробки, зішкрябування м'яса з кісток, а також залишки глиняного посуду. Там же, в печерах, було знайдено наскальний малюнок давніх малагасійців віком близько 2000 років, що зображує полювання з луком та собаками на гігантського лемура, ймовірно, із родини палеопропітекових. Можливо, що вони навіть дожили до появи на острові європейців. Полювання та освоєння лісів, мабуть, були серед факторів, що призвели до їх зникнення. Люди споживали їх у їжу, а також використовували кістки як інструменти. Поряд із відносно великими розмірами ці лемури стали мішенню, оскільки вони були активні протягом дня, як і люди. Поряд з їх добовою активністю, ще одним фактором, який призвів до їх вимирання, була повільна швидкість розмноження. Вони були винищені швидше, ніж вони могли розмножуватися. 
У той самий час у 1658 року французький дослідник Етьєн де Флакур записав розповідь аборигенів про людиноподібну істоту тратратратра (або третретретре) розміром з дворічне теля, опис якого, на думку деяких авторів, збігається із зовнішнім виглядом палеопропітеків.